# أسرور عليكولوف
أسرور عليكولوف (بالأوزبكية: Asror Aliqulov) لاعب كرة قدم أوزباكستاني. من مواليد 12 سبتمبر، 1978 في أوزباكستان.

## المسيرة الكروية
بدأ مسيرته الكروية مع نادي مشعل مبارك في عام 1995، ولعب معهم حتى عام 1997، وشارك معهم في 35 مباراة، وفي عام 1997 انتقل إلى نادي ناصاف قرشي، ولعب معهم حتى عام 2002، وشارك في 160 مباراة مسجلاً خمسة أهداف، ومنذ عام 2002 وهو يلعب مع نادي باختاكور. أما مسيرته مع منتخب أوزباكستان لكرة القدم فقد بدأت في عام 1999.

## روابط خارجية
- أسرور عليكولوف على موقع قاعدة بيانات كرة القدم.إي يو (الإنجليزية)
- أسرور عليكولوف على موقع ناشيونال فوتبول تيمز (الإنجليزية)
- أسرور عليكولوف على موقع Soccerway.com (الإنجليزية)
- أسرور عليكولوف على موقع كووورة